# کتاب‌شناسی نادر ابراهیمی
این مقاله سیاهه‌ای است از نوشته‌های نادر ابراهیمی (۱۳۸۷-۱۳۱۵) به ترتیبِ تاریخِ نگارش.

## کتاب‌ها[۱]

### ادبیات بزرگسال
1. با سرودخوان جنگ در خطه نام و ننگ (۱۳۶۶)
2. خانه‌ای برای شب (۱۳۴۱)
3. آرش در قلمرو تردید (یا: پاسخ‌ناپذیر) (نشر روزبهان)
4. مصابا و رؤیای گاجرات (نشر روزبهان)
5. بار دیگر شهری که دوست می‌داشتم (۱۳۴۵)
6. هزارپای سیاه و قصه‌های صحرا (نشر روزبهان)
7. افسانهٔ باران (نشر روزبهان)
8. در سرزمین کوچک من - منتخب آثار
9. تضادهای درونی (نشر روزبهان)
10. انسان - جنایت - احتمال (نشر روزبهان)
11. مکان‌های عمومی (نشر روزبهان)
12. رونوشت بدون اصل (نشر روزبهان)
13. درحد توانستن - شعرگونه
14. غزل‌داستان‌های سال بد (نشر روزبهان)
15. ابن مشغله - زندگینامه، جلد اول (نشر روزبهان) (۱۳۵۲)
16. ابوالمشاغل - زندگینامه، جلد دوم (نشر روزبهان) (۱۳۶۵)
17. فردا شکل امروز نیست (نشر روزبهان)
18. براعت استهلال - از مجموعه «ساختار و مبانی ادبیات داستانی»
19. مقدمه‌ای بر فارسی‌نویسی برای کودکان (نشر روزبهان)
20. مقدمه‌ای بر مصورسازی کتاب‌های کودکان (نشر روزبهان)
21. مقدمه‌ای بر مراحل خلق و تولید ادبیات کودکان (نشر روزبهان)
22. مقدمه‌ای بر آرایش و پیرایش کتاب‌های کودکان (نشر روزبهان)
23. دور ایران در شش ساعت - گزارش دومین نمایشگاه ایرانگردی در سال ۱۳۷۱
24. چهل نامهٔ کوتاه به همسرم (نشر روزبهان)
25. آتشْ بدون دود - داستان بلند هفت جلدی (نشر روزبهان)
26. یک صعود باورنکردنی
27. تکثیر تاسف‌انگیز پدربزرگ (نشر روزبهان)
28. مردی در تبعید ابدی - براساس زندگی ملاصدرا (۱۳۷۵)
29. حکایت آن اژدها (انتشارات کوله پشتی)
30. بر جاده‌های آبیِ سرخ - داستان بلند ۱۰ جلدی، براساس زندگی میرمَهنای دوغابی (نشر روزبهان)
31. صوفیانه‌ها و عارفانه‌ها - بخشی از «تاریخ تحلیلی پنج‌هزار سال ادبیات داستانی ایران» (نشر روزبهان)
32. یک عاشقانه آرام (۱۳۷۴)
33. سه دیدار با مردی که از فراسوی باور ما می‌آمد (۱۳۷۷)
34. طراحی حیوانات - طرح‌های کوثر احمدی، با گفتاری تحلیلی در باب مفاهیم و تعاریف «طرح» در هنرها
35. الف‌با - تحلیل فلسفی ۵۰ طرح از علی‌اکبر صادقی نقاش
36. پیشگفتار «کوچه‌های کوتاه» - مجموعه قصه‌های کوتاه گروهی از شاگردان نادر ابراهیمی

### ادبیات کودک و نوجوان
1. دور از خانه - قصه برگزیدهٔ آسیا، از سوی «سازمان جهانی یونسکو» و کتاب برگزیده شورای کتاب کودک در سال ۱۳۴۷
2. کلاغ‌ها - جایزهٔ اول فستیوال کتاب‌های کودکان توکیو ژاپن، جایزه اول - سیب طلایی - براتیسلاوا، جایزه اول تعلیم و تربیت از یونسکو چاپ شده در سال ۱۳۴۸
3. سنجاب‌ها در سال ۱۳۴۹ به چاپ رسیده‌است. قصه برگزیدهٔ آسیا، از سوی «سازمان جهانی یونسکو» و کتاب برگزیده شورای کتاب کودک در سال ۱۳۴۷
4. قصه گل‌های قالی چاپ شده در ۱۳۵۲- جایزه بزرگ جشنواره کتاب کودک کنکور نوما، ژاپن
5. پهلوان پهلوانان؛ پوریای ولی - چاپ شده در سال ۱۳۵۲- کتاب برگزیده از سوی «آکادمی المپیک» همایش فردوسی و اخلاق پهلوانی ۱۳۸۴، جایزهٔ بزرگ جشنوارهٔ کتاب کودک کنکور نوما، ژاپن ۱۹۷۸
6. باران - آفتاب و قصهٔ کاشی چاپ شده در سال ۱۳۵۳
7. بزی که گم شد چاپ شده در سال ۱۳۵۳
8. من راه خانه‌ام را بلد نیستم چاپ شده در سال ۱۳۵۳
9. سفرهای دورودراز هامی و کامی در وطن
10. پدر چرا توی خانه مانده‌است - از مجموعه «قصه‌های انقلاب برای کودکان» چاپ شده در سال ۱۳۵۷
11. جای او خالی - از مجموعهٔ «قصه‌های انقلاب برای کودکان» چاپ شده در سال ۱۳۵۷
12. جای تو خالی - از مجموعهٔ «قصه‌های انقلاب برای کودکان» چاپ شده در سال ۱۳۵۷
13. نیروی هوایی - از مجموعهٔ «قصه‌های انقلاب برای کودکان» چاپ شده در سال ۱۳۵۷
14. سحرگاهان همافرها اعدام می‌شوند - از مجموعهٔ «قصه‌های انقلاب برای کودکان» چاپ شده در سال ۱۳۵۸
15. برادرت را صدا کن - از مجموعهٔ «قصه‌های انقلاب برای کودکان» چاپ شده در سال ۱۳۵۸
16. برادر من مجاهد، برادر من فدایی - از مجموعهٔ «قصه‌های انقلاب برای کودکان»
17. جَنگ بزرگ از مدرسهٔ امیریان - از مجموعهٔ «قصه‌های انقلاب برای کودکان»
18. نامهٔ فاطمه، پاسخِنامهٔ فاطمه - از مجموعهٔ «قصه‌های انقلاب برای کودکان»
19. مامان! من چرا بزرگ نمی‌شوم - از مجموعهٔ «قصه‌های ریحانه خانم» چاپ شده در سال ۱۳۶۸
20. روزی که فریادم را همسایه‌ها شنیدند - از مجموعهٔ «قصه‌های ریحانه خانم» چاپ شده در سال ۱۳۶۸
21. آدم وقتی حرف می‌زند چه شکلی می‌شود - از مجموعهٔ «قصه‌های ریحانه خانم» چاپ شده در سال ۱۳۶۹
22. درخت قصه ـ قُمری‌های قصه - (جایزه کتاب برگزیده ازسوی هیئت داوران بزرگ‌سال کانون پرورش فکری کودکان و نوجوانان، جایزه‌کتاب برگزیده ازسوی هیئت داوران خردسال، ترجمه‌شده به زبان روسی در ترکمنستان) چاپ شده در سال ۱۳۶۹
23. عبدالرزاق پهلوان - کتاب برگزیده از سوی «آکادمی المپیک» همایش فردوسی و اخلاق پهلوانی ۱۳۸۴
24. آن‌که خیال بافت و آن‌که عمل کرد
25. حکایت کاسهٔ آب خنک - از مجموعهٔ «نوسازی حکایت‌های خوب قدیم برای کودکان»
26. حکایت دو درخت خرما - از مجموعهٔ «نوسازی حکایت‌های خوب قدیم برای کودکان»
27. آن شب که تا سحر - از مجموعهٔ «نوسازی حکایت‌های خوب قدیم برای کودکان»
28. قلب کوچکم را به چه کسی هدیه بدهم؟ - دیپلم افتخار نخستین نمایشگاه بین‌المللی تصویرگران کتاب کودک ۱۳۷۲
29. مثل پولاد باش پسرم؛ مثل پولاد - از مجموعهٔ «ایران را عزیز بداریم»
30. داستان سنگ و فلز و آهن - از مجموعهٔ «ایران را عزیز بداریم»
31. با من آشنا شو، با من دوست شو - از مجموعهٔ «ایران را عزیز بداریم»
32. هستم اگر می‌روم؛ گر نروم نیستم - از مجموعهٔ «ایران را عزیز بداریم»
33. راستی اگر نبودم - از مجموعهٔ «ایران را عزیز بداریم»
34. کمیاب و قیمتی اما… - از مجموعهٔ «ایران را عزیز بداریم»
35. مدرسهٔ بزرگ‌تری هم وجود دارد - از مجموعهٔ «ایران را عزیز بداریم»
36. گل‌آباد دیروز؛ گل‌آباد امروز - از مجموعهٔ «ایران را عزیز بداریم»
37. گل‌آباد امروز؛ گل‌آباد فردا - از مجموعهٔ «ایران را عزیز بداریم»
38. فرهنگ فراورده‌های فلزی ایران - از مجموعهٔ «ایران را عزیز بداریم»
39. هفت آموزگار مهربان - از مجموعهٔ «ایران را عزیز بداریم»
40. ما مسلمانان این آب و خاکیم - از مجموعهٔ «ایران را عزیز بداریم» دریافت جایزه نخست آسیایی تصویرگران کتاب کودک ۱۳۷۰
41. قصه سار و سیب
42. قصه موش خودنما و شتر باصفا
43. با من بخوان تا یاد بگیری
44. حالا دیگر می‌خواهم فکر کنم
45. قصه قالیچه‌های شیری
46. همه گربه‌های من ۱ و۲
47. دیدار با آرزو

### نمایشنامه
1. اجازه هست آقای برشت؟
2. وسعت معنای انتظار (سه قصه نمایشی)
3. یک قصه معمولی و قدیمی در باب جنایت

### فیلم‌نامه...
1. آخرین عادل غرب
2. صدای صحرا.

## شعرها
- «ای وطن، ای سلامم، ای سرودم»

## نامه
- نامه‌ای به ابراهیم گلستان

بعد از درگذشت نادر ابراهیمی، هفته نامه شهروند امروز در ویژه نامه‌ای که به زندگی نادر ابراهیمی می پرداخت، نامه‌ای از ابراهیم گلستان به نادر ابراهیمی را منتشر کرد. گفته شد که نادر ابراهیمی نامه‌ای را از طریق احمدرضا احمدی به گلستان فرستاده است و نامه‌ی منتشر شده در ویژه نامه‌ی مذکور، جوابی بر آن نامه بوده است. اما هرگز اصل نامه‌ی نادر ابراهیمی به گلستان جایی دیده نشده و بود و نبود آن زیر سؤال است.

## ترجمه
1. مویه کن سرزمین محبوب - ترجمه با همکاری فریدون سالک
2. از پنجره نگاه کن - ترجمه با همکاری احمد منصوری
3. دوست؛ کسی است که آدم را دوست دارد - ترجمه با همکاری احمد منصوری
4. آدم آهنی - کتاب برگزیدهٔ سال ۱۳۵۱ از سوی شورای کتاب کودک، ترجمه با همکاری احمد منصوری

## پیوندها به بیرون
- آثار نادر ابراهیمی در کتابخانهٔ باز